# Beachhandball-Juniorenozeanienmeisterschaften 2017/Juniorinnen

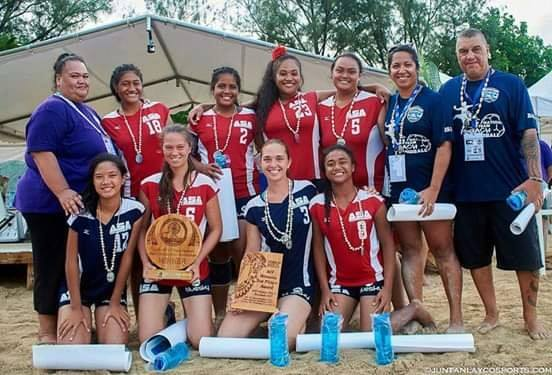
Die Siegermannschaft der Juniorinnen-Ozeanienmeisterschaften 2017 aus Amerikanisch-Samoa; hinten links die Präsidentin des Handballverbandes der Cookinseln, Makiroa Mitchell-John

Das Turnier der Juniorinnen der Junioren-Ozeanienmeisterschaften des Jahres 2017 im Beachhandball war das erste seiner Art in Ozeanien. Es nahmen vier Mannschaften teil. Gleichzeitig fand auch das Turnier der Junioren statt.
Die Kader und Statistiken finden sich auf dieser Unterseite.

## Turnierverlauf
Australien als größter Verband der Region galt als großer Favorit, zumal Neuseeland keine Mannschaft schickte. Auch die Cookinseln sind eine regional bedeutende Handball-Nation. Amerikanisch-Samoa hatte 2014 überhaupt erst mit dem Handballsport begonnen, das Turnier war das erste im Beachhandball überhaupt. Das erste Spiel bestritten Amerikanisch-Samoa und Australien, wobei Amerikanisch-Samoa überraschend den ersten Satz für sich entscheiden konnten, anschließend aber aufgrund ihrer Unerfahrenheit den zweiten Durchgang und das Shootout verlor. Danach besiegten erwartungsgemäß die Cookinseln Kiribati. Auch Australien ließ Kiribati keine Chance. Amerikanisch-Samoa besiegte im Anschluss die Gastgeberinnen und konnte vor allem den zweiten Durchgang deutlich für sich entscheiden. Nachdem in den abschließenden Spielen erwartungsgemäß Australien die Cookinseln und Amerikanisch-Samoa Kiribati geschlagen hatten, wurden die Halbfinals aus den Platzierungen in der Tabelle nach den Spielen gebildet.
Australien besiegte zunächst klar Kiribati, Amerikanisch-Samoa die Cookinseln. Beide Siegermannschaften hatten je eine schwächere und eine überzeugendere Halbzeit. Die beiden Finalistinnen hatten sich damit auch für die Juniorenweltmeisterschaften des Jahres auf Mauritius qualifiziert. Im kleinen Finale schlugen die Gastgeberinnen Kiribati, das am Ende Sieg. und Satzlos blieb. Das Finale konnte Amerikanisch-Samoa, das sich im Turnierverlauf immer weiter gesteigert hatte, klar in zwei Sätzen für sich entscheiden, wobei Australien im zweiten Durchgang nicht zu einem Treffer kam.
Insgesamt waren die Spiele selten eng und oft vergleichsweise Punktarm, was auch daran lag, dass viele Mannschaften vor allem Tor für einen statt zwei Punkte warfen. Zur besten Spielerin wurde Stephanie Floor, die Spielführerin Amerikanisch-Samoas, gewählt.

### Vorrunde
| R | Verein             | Spiele | Spiele | Spiele | Sätze | Sätze | Sätze | Tore | Tore | Tore | Pu |
| R | Verein             | Sp     | S      | N      | G     | V     | +-    | T+   | T-   | +-   | Pu |
| - | ------------------ | ------ | ------ | ------ | ----- | ----- | ----- | ---- | ---- | ---- | -- |
| 1 | Australien         | 3      | 3      | 0      | 6     | 2     | +4    | 73   | 33   | +40  | 6  |
| 2 | Amerikanisch-Samoa | 3      | 2      | 1      | 5     | 2     | +3    |      |      |      | 4  |
| 3 | Cookinseln         | 3      | 1      | 2      | 3     | 4     | −1    |      |      |      | 2  |
| 4 | Kiribati           | 3      | 0      | 3      | 0     | 6     | −6    |      |      |      | 0  |

| G01 | 03.05. 11:20 Uhr | Australien         | – | Amerikanisch-Samoa | 2:1 (11:12, 16:9, 8:3) |
| G02 | 03.05. 12:10 Uhr | Cookinseln         | – | Kiribati           | 2:0 ()                 |
| G03 | 03.05. 16:00 Uhr | Australien         | – | Kiribati           | 2:0 (18:0, 9:2)        |
| G04 | 03.05. 16:50 Uhr | Amerikanisch-Samoa | – | Cookinseln         | 2:0 (12:9, 19:4)       |
| G05 | 04.05. 10:30 Uhr | Australien         | – | Cookinseln         | 2:1 (4:3, 3:4, 4:0)    |
| G06 | 04.05. 11:20 Uhr | Kiribati           | – | Amerikanisch-Samoa | 0:2 ()                 |

### Finalrunde
| Halbfinale | Halbfinale         | Halbfinale |                  |            | Finale     | Finale | Finale |
|            |                    |            |                  |            |            |        |        |
| VR1        | Australien         | 2          |                  |            |            |        |        |
| VR4        | Kiribati           | 0          |                  |            | Finale     | Finale | Finale |
|            |                    |            | HF1              | Kiribati   |            |        |        |
|            |                    |            |                  | HF2        | Cookinseln |        |        |
| VR2        | Amerikanisch-Samoa | 2          |                  |            |            |        |        |
| VR3        | Cookinseln         | 0          |                  |            |            |        |        |
|            |                    |            | Spiel um Platz 3 |            |            |        |        |
|            |                    |            | HF1              | Australien | 0          |        |        |
| HF2        | Amerikanisch-Samoa | 2          |                  |            |            |        |        |
|            |                    |            |                  |            |            |        |        |

Halbfinals
| G07 | 04.05. 14:30 Uhr | Australien         | – | Kiribati   | 2:0 (3:2, 11:3)    |
| G08 | 04.05. 15:20 Uhr | Amerikanisch-Samoa | – | Cookinseln | 2:0 (17:10, 13:12) |

Spiel um Platz 3
| G09 | 05.05. 09:00 Uhr | Cookinseln | – | Kiribati | () |

Finale
| G10 | 05.05. 09:00 Uhr | Australien | – | Amerikanisch-Samoa | 0:2 (4:11, 0:7) |

## Siegerinnenmannschaften
| Gold | Silber                                                                                | Bronze                                                                                |
| --- | ------------------------------------------------------------------------------------- | ------------------------------------------------------------------------------------- |
| Amerikanisch-SamoaNaomi A'asa Fiapai Fanene Danielle Floor Stephanie Floor Jasmine Liu Tara Mageo Imeleta Mata'utia Frances Nautu Trainer: Carl Sagapolutele Floor | AustralienStella Sevilla Chinchilla Caitlin Oschadleu Trainerin: Allira Hudson-Gofers | CookinselnWillynn Karika Leahanna Pareanga (TW) Trainerin: S. Jahz Numa-Lui'Fatialofa |

Amerikanisch-Samoa ist vollständig bekannt, für die anderen Nationen sind die bekannten Spielerinnen angegeben.

## Auszeichnungen
- MVP:  Stephanie Floor[12]